# CRC
CRC (на английски: Cyclic Redundancy Check – проверка на цикличния остатък) е алгоритъм за проверка за грешки при предаване и съхранение на данни чрез използване на контролна сума (контролно число, CRC сума). Устройството източник изчислява CRC сумата на данните, които следва да бъдат проверявани и я изпраща заедно със самите данни. Устройството получател извършва същото изчисление след прочитане на данните и контролната сума и установява тяхната непокътнатост чрез сравняване на записаната CRC сума и новоизчислената CRC сума. Ако двете суми не съвпадат, CRC може да коригира информацията или да поиска наново изпращането ѝ.

## Изчисление
Определянето на CRC кода зависи от т.нар. генератор на полиноми. Контролната сума се получава от остатъка от деление на полиноми, където блокът информация е делимо, а CRC полиномът е делител.
В долния пример се кодира съобщение от 14 бита с 3-битов CRC, чийто полином е x3 + x + 1. Полиномът трябва да бъде представен в бинарна форма, така че се поставят коефициенти 1 или 0 пред всеки член. В нашия случай коефициентите са 1x3 + 0x2 + 1x + 1 (1011).
Съобщение за кодиране:
```
11010011101100

```

В края на съобщението добавяме толкова нули, колкото бита е дължината на CRC. В нашия CRC е 3-битов:
```
11010011101100 000 ← добавяме 3 нули
1011               ← делител, коефициентите от полинома

```

Алгоритъмът използва логическата операция XOR на числата точно над делителя. Числата, които не са над делителя се копират директно на долния ред. След това делителят се премества един бит надясно и процесът се повтаря, докато делителят стигне най-дясната част на съобщението.
```
11010011101100 000 ← добавяме 3 нули
1011               ← делител, коефициентите от полинома
01100011101100 000 ← резултат (забележете, че само първите 4 бита са променени от операцията XOR)
 1011              ← делител
00111011101100 000
  1011
00010111101100 000
   1011
00000001101100 000 ← делителят се премества докато срещне 1 в делимото (нулите се пропускат)
       1011
00000000110100 000
        1011
00000000011000 000
         1011
00000000001110 000
          1011
00000000000101 000
           101 1
------------------
00000000000000 100 ← остатък (3 бита)

```

## Стандарти
| Име                  | Полином / Приложение | Представяне: нормално / обратно / обратно реципрочно         |
| -------------------- | --- | ------------------------------------------------------------ |
| CRC-1                | {\displaystyle x+1} (повечето хардуер; познат е и като бит за паритет) | 0x1 / 0x1 / 0x1                                              |
| CRC-4-ITU            | {\displaystyle x^{4}+x+1} (ITU-T) | 0x3 / 0xC / 0x9                                              |
| CRC-5-EPC            | {\displaystyle x^{5}+x^{3}+1} (Gen 2 RFID) | 0x09 / 0x12 / 0x14                                           |
| CRC-5-ITU            | {\displaystyle x^{5}+x^{4}+x^{2}+1} (ITU-T) | 0x15 / 0x15 / 0x1A                                           |
| CRC-5-USB            | {\displaystyle x^{5}+x^{2}+1} (USB) | 0x05 / 0x14 / 0x12                                           |
| CRC-6-ITU            | {\displaystyle x^{6}+x+1} (ITU-T) | 0x03 / 0x30 / 0x21                                           |
| CRC-7                | {\displaystyle x^{7}+x^{3}+1} (системи на телекоми, ITU-T, MMC, SD) | 0x09 / 0x48 / 0x44                                           |
| CRC-8-CCITT          | {\displaystyle x^{8}+x^{2}+x+1} (ATM HEC), ISDN Header Error Control, Cell Delineation, ITU-T | 0x07 / 0xE0 / 0x83                                           |
| CRC-8-Dallas/Maxim   | {\displaystyle x^{8}+x^{5}+x^{4}+1} (1-Wire шина) | 0x31 / 0x8C / 0x98                                           |
| CRC-8                | {\displaystyle x^{8}+x^{7}+x^{6}+x^{4}+x^{2}+1} | 0xD5 / 0xAB / 0xEA                                           |
| CRC-8-SAE J1850      | {\displaystyle x^{8}+x^{4}+x^{3}+x^{2}+1} | 0x1D / 0xB8 / 0x8E                                           |
| CRC-8-WCDMA          | {\displaystyle x^{8}+x^{7}+x^{4}+x^{3}+x+1} | 0x9B / 0xD9 / 0xCD                                           |
| CRC-10               | {\displaystyle x^{10}+x^{9}+x^{5}+x^{4}+x+1} (ATM, ITU-T) | 0x233 / 0x331 / 0x319                                        |
| CRC-11               | {\displaystyle x^{11}+x^{9}+x^{8}+x^{7}+x^{2}+1} (FlexRay) | 0x385 / 0x50E / 0x5C2                                        |
| CRC-12               | {\displaystyle x^{12}+x^{11}+x^{3}+x^{2}+x+1} (системи на телекоми) | 0x80F / 0xF01 / 0xC07                                        |
| CRC-13-BBC           | {\displaystyle x^{13}+x^{12}+x^{11}+x^{10}+x^{7}+x^{6}+x^{5}+x^{4}+x^{2}+1} | 0x1CF5 / 0x15E7 / 0x1E7A                                     |
| CRC-15-CAN           | {\displaystyle x^{15}+x^{14}+x^{10}+x^{8}+x^{7}+x^{4}+x^{3}+1} | 0x4599 / 0x4CD1 / 0x62CC                                     |
| CRC-16-IBM           | {\displaystyle x^{16}+x^{15}+x^{2}+1} (Bisync, Modbus, USB, ANSI, много други; познат е и като CRC-16 и CRC-16-ANSI) | 0x8005 / 0xA001 / 0xC002                                     |
| CRC-16-CCITT         | {\displaystyle x^{16}+x^{12}+x^{5}+1} (X.25, V.41, HDLC, XMODEM, Bluetooth, SD, много други; познат е и като CRC-CCITT) | 0x1021 / 0x8408 / 0x8810                                     |
| CRC-16-T10-DIF       | {\displaystyle x^{16}+x^{15}+x^{11}+x^{9}+x^{8}+x^{7}+x^{5}+x^{4}+x^{2}+x+1} (SCSI DIF) | 0x8BB7 / 0xEDD1 / 0xC5DB                                     |
| CRC-16-DNP           | {\displaystyle x^{16}+x^{13}+x^{12}+x^{11}+x^{10}+x^{8}+x^{6}+x^{5}+x^{2}+1} (DNP, IEC 870, M-Bus) | 0x3D65 / 0xA6BC / 0x9EB2                                     |
| CRC-16-DECT          | {\displaystyle x^{16}+x^{10}+x^{8}+x^{7}+x^{3}+1} (безжични телефони) | 0x0589 / 0x91A0 / 0x82C4                                     |
| CRC-24               | {\displaystyle x^{24}+x^{22}+x^{20}+x^{19}+x^{18}+x^{16}+x^{14}+x^{13}+x^{11}+x^{10}+x^{8}+x^{7}+x^{6}+x^{3}+x+1} (FlexRay) | 0x5D6DCB / 0xD3B6BA / 0xAEB6E5                               |
| CRC-24-Radix-64      | {\displaystyle x^{24}+x^{23}+x^{18}+x^{17}+x^{14}+x^{11}+x^{10}+x^{7}+x^{6}+x^{5}+x^{4}+x^{3}+x+1} (OpenPGP) | 0x864CFB / 0xDF3261 / 0xC3267D                               |
| CRC-30               | {\displaystyle x^{30}+x^{29}+x^{21}+x^{20}+x^{15}+x^{13}+x^{12}+x^{11}+x^{8}+x^{7}+x^{6}+x^{2}+x+1} (CDMA) | 0x2030B9C7 / 0x38E74301 / 0x30185CE3                         |
| CRC-32               | {\displaystyle x^{32}+x^{26}+x^{23}+x^{22}+x^{16}+x^{12}+x^{11}+x^{10}+x^{8}+x^{7}+x^{5}+x^{4}+x^{2}+x+1} (ISO 3309, ANSI X3.66, FIPS PUB 71, FED-STD-1003, ITU-T V.42, Ethernet, SATA, MPEG-2, Gzip, PKZIP, POSIX cksum, PNG, ZMODEM)                           | 0x04C11DB7 / 0xEDB88320 / 0x82608EDB                         |
| CRC-32C (Castagnoli) | {\displaystyle x^{32}+x^{28}+x^{27}+x^{26}+x^{25}+x^{23}+x^{22}+x^{20}+x^{19}+x^{18}+x^{14}+x^{13}+x^{11}+x^{10}+x^{9}+x^{8}+x^{6}+1} (iSCSI & SCTP, G.hn, SSE4.2)                                                                                               | 0x1EDC6F41 / 0x82F63B78 / 0x8F6E37A0                         |
| CRC-32K (Koopman)    | {\displaystyle x^{32}+x^{30}+x^{29}+x^{28}+x^{26}+x^{20}+x^{19}+x^{17}+x^{16}+x^{15}+x^{11}+x^{10}+x^{7}+x^{6}+x^{4}+x^{2}+x+1} | 0x741B8CD7 / 0xEB31D82E / 0xBA0DC66B                         |
| CRC-32Q              | {\displaystyle x^{32}+x^{31}+x^{24}+x^{22}+x^{16}+x^{14}+x^{8}+x^{7}+x^{5}+x^{3}+x+1} (авиация; AIXM) | 0x814141AB / 0xD5828281 / 0xC0A0A0D5                         |
| CRC-40-GSM           | {\displaystyle x^{40}+x^{26}+x^{23}+x^{17}+x^{3}+1} (GSM контролен канал) | 0x0004820009 / 0x9000412000 / 0x8002410004                   |
| CRC-64-ISO           | {\displaystyle x^{64}+x^{4}+x^{3}+x+1} (HDLC – ISO 3309, Swiss-Prot/TrEMBL) | 0x000000000000001B / 0xD800000000000000 / 0x800000000000000D |
| CRC-64-ECMA-182      | {\displaystyle x^{64}+x^{62}+x^{57}+x^{55}+x^{54}+x^{53}+x^{52}+x^{47}+x^{46}+x^{45}+x^{40}+x^{39}+x^{38}+x^{37}+x^{35}+x^{33}+}{\displaystyle x^{32}+x^{31}+x^{29}+x^{27}+x^{24}+x^{23}+x^{22}+x^{21}+x^{19}+x^{17}+x^{13}+x^{12}+x^{10}+x^{9}+x^{7}+x^{4}+x+1} | 0x42F0E1EBA9EA3693 / 0xC96C5795D7870F42 / 0xA17870F5D4F51B49 |